# Cartoixa de Padula
La cartoixa de Padula (o Certosa di San Lorenzo Padula) és un gran monestir cartoixà, amb seu a la ciutat de Padula, al Parc Nacional del Cilento (prop de Salern), al sud d'Itàlia. Està inscrita en la llista del Patrimoni de la Humanitat de la UNESCO des del 1998.
És el major monestir d'Itàlia amb una antiguitat de 450 anys, les parts principals del l'edifici són d'estil barroc. És un gran monestir de 51.500 m² que inclou 320 habitacions i salons.